# Câu lạc bộ bóng đá nữ Länk Vilaverdense
Länk FC Vilaverdense là một câu lạc bộ bóng đá nữ Bồ Đào Nha, có trụ sở tại Vila Verde, Braga. Đội bóng đang chơi tại Campeonato Nacional de Futebol Feminino, hạng cao nhất của bóng đá nữ Bồ Đào Nha.

## Lịch sử
Länk FC Vilaverdense thành lập vào năm 2008, tham dự Campeonato Nacional II Divisão Feminino lần đầu vào mùa 2008–09. Đội bóng giành quyền tham dự Campeonato Nacional Feminino vào mùa giải 2010–11 sau khi giành ngôi á quân của 
Campeonato Nacional II Divisão 2009–10. Mùa 2011–12, đội bóng bất ngờ đạt được vị trí á quân của Campeonato Nacional Feminino sau chỉ 2 năm tham dự giải đấu này. Đến mùa 2018–19, Vilaverdense đã phải xuống hạng khi chỉ có được vỏn vẹn 11 điểm sau 22 trận thi đấu, xếp ở vị trí thứ 11 trong số 22 đội tham dự giải.
Vilaverdense đã trở lại hạng đấu cao nhất của bóng đá Bồ Đào Nha vào mùa 2021–22.

## Đội hình hiện tại
Ghi chú: Quốc kỳ chỉ đội tuyển quốc gia được xác định rõ trong điều lệ tư cách FIFA. Các cầu thủ có thể giữ hơn một quốc tịch ngoài FIFA.
| Số | VT | Quốc gia    | Cầu thủ                   |
| -- | -- | ----------- | ------------------------- |
| 1  | TM | Brasil      | Letícia Rodrigues         |
| 4  | TV | Bồ Đào Nha  | Ana Carolina Sá           |
| 6  | HV | Bồ Đào Nha  | Cláudia Machado (captain) |
| 7  | TV | Hoa Kỳ      | Selena Barnett            |
| 8  | HV | Tây Ban Nha | Laura Navajas             |
| 9  | TĐ | Việt Nam    | Huỳnh Như                 |
| 10 | TV | Bồ Đào Nha  | Margarida Oliveira        |
| 12 | HV | México      | Estefanía Fuentes         |
| 15 | TV | Brasil      | Joyce Silva               |
| 17 | TV | Bồ Đào Nha  | Fáti Sousa                |

| Số | VT | Quốc gia   | Cầu thủ             |
| -- | -- | ---------- | ------------------- |
| 20 | TV | Bồ Đào Nha | Matilde Pereira     |
| 21 | TV | Bồ Đào Nha | Ema Cruz            |
| 25 | TĐ | Bồ Đào Nha | Eduarda Rodrigues   |
| 27 | TV | Bồ Đào Nha | Iara Ribeiro        |
| 42 | TĐ | Bồ Đào Nha | Maria Ribeiro       |
| 77 | TM | Bồ Đào Nha | Sofia Bernardo      |
| 80 | TĐ | Bồ Đào Nha | Francisca Veiga     |
| 87 | HV | Bồ Đào Nha | Constança Fernandes |
| 97 | TV | Brasil     | Pâmela Dutra        |
| 99 | TĐ | Bồ Đào Nha | Mara Gonçalves      |

## Đội ngũ huấn luyện
| Vị trí                  | Tên            |
| ----------------------- | -------------- |
| Huấn luyện viên trưởng  | Daniel Pacheco |
| Trợ lý Huấn luyện viên  | João Côto      |
| Phân tích trận đấu      | Diogo Machado  |
| Huấn luyện viên thủ môn | Carlos Alves   |
| Huấn luyện viên thể lực | Ivo Moreira    |

## Danh hiệu
- Campeonato Nacional Feminino
  - Á quân: 2011–12
- Campeonato Nacional II Divisão Feminino:
  - Á quân: 2009–10, 2020–21